# Форт-Релайанс (Юкон)

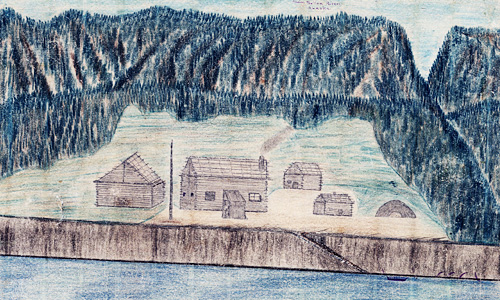
Форт-Релайанс, рисунок 1884 года.

Форт-Релайанс — заброшенный торговый пост на территории Юкона, Канада. Пост был основан в 1874 году и служил опорной точкой в регионе. Многие населённые пункты и реки, включая один из центров клондайкской золотой лихорадки Форти-Майл, получили название по расстоянию от Форт-Релайанса.

## Физико-географическая характеристика
Форт-Релайанс расположен на восточном берегу реки Юкон в 13 км вниз по течению от Доусона (по другим данным, в 10 км от слияния рек Юкон и Клондайк:стр.61).
Координаты форта: 64°08′28″ с. ш. 139°29′06″ з. д..

## История
В этой местности две тысячи лет жил индейский народ хан, предшественники современных Трондёк-Хвечин. На левом берегу реки, напротив форта, располагалась их деревня Jutl’à’ K’ät (Nuklako).
В 1874 году в Сент-Майкле Франсуа Мерсье (Francois Mercier) нанял Джека Маккуэстене и Алфреда Мейо на службу в коммерческую компанию Аляски. Он предложил основать торговый пост на реке Юкон, ответственным за который предлагал сделать Маккуэстена. Мерсье вместе с Маккуэстеном выбрал площадку для Форт-Релайанса и оставался на месте ещё два дня:стр.61. Через год Джек Маккуэстен, старатель со времён калифорнийской золотой лихорадки, а позднее также торговец мехом, попросил своих старых знакомых Алфреда Мейо и Артура Харпера о помощи в управлении постом. Форт-Релайанс более 10 лет был центром меховой торговли в регионе. В 1886 году было обнаружено золото на реке Стьюарт. Там был основан новый торговый пост и население форта переехало туда. Все постройки форта были разобраны и дерево использовалось в качестве топлива для речных судов.
Маккуэстен получал грузы из Сент-Майкла и обычно сопровождал их в дороге. Во время одного из таких рейдов в 1882 году в Форт-Релайансе остались Мейо и Харпер. У них возникли трения с коренными жителями и они вынуждены были оставить Форт-Релайанс вместе со всеми запасами. Индейцы разграбили торговый пост, кроме того они воспользовались запасами, смешав по незнанию муку с крысиным ядом. В результате отравления двое человек скончалось, один ребёнок ослеп. Вернувшийся Маккуэстен смог уладить конфликт.